# طوقی
طوقی فیلمی ایرانی به کارگردانی و نویسندگی علی حاتمی و ساخته ۱۳۴۹ در ایران است.
داستان این فیلم آمیزه‌ای از چند واقعه است؛ اما دو محور اصلی فیلم را عشق پنهانی آسیدمرتضی (بهروز وثوقی) به طوبی (آفرین) نامزد خان‌دایی‌اش آسیدمصطفی (ناصر ملک‌مطیعی) و تعصبات جماعت کبوترباز ایرانی در گذشته می‌توان معرفی کرد. بخشی از فیلمبرداری این فیلم در کاشان و شیراز انجام شده است.

## خلاصهٔ داستان
آسیدمرتضی (بهروز وثوقی) که کفترباز است، با بی‌بی نابینایش (ژاله علو) در کاشان زندگی می‌کند. او یک کبوتر طوقی را می‌گیرد که همه کفتربازهای محل به‌دنبالش هستند. بی‌بی، طوقی را بدیمن می‌داند و از آسیدمرتضی می‌خواهد که کبوتر را رها کند. از طرفی دایی آسیدمرتضی، یعنی آسیدمصطفی (ناصر ملک‌مطیعی) او را برای خواستگاری نامزدش طوبی (آفرین) به شیراز می‌فرستد. مرتضی و طوبی به‌هم علاقه‌مند می‌شوند و ازدواج می‌کنند. مرتضی، طوبی را به کاشان می‌برد، اما چیزی از موضوع به بی‌بی و دایی‌اش نمی‌گوید. بی‌بی مرتضی متوجه ارتباط آن‌ها می‌شود و با تصور خیانت مرتضی، او را نفرین می‌کند. مصطفی سرمی‌رسد و حرف‌های بی‌بی را می‌شنود. او نیز که نمی‌داند طوبی همسر مرتضی شده، به «عباس گاریچی» (سرکوب) و «جواد خالدار» (بهمن مفید) که با مرتضی دشمنی دارند، می‌گوید تا مرتضی را بکشند اما طوبی، حقیقت را به آسیدمصطفی می‌گوید و او از کشتن مرتضی منصرف می‌شود. از طرفی، عباس که چشمش دنبال کبوتر طوقی است، ناخواسته طوبی را می‌کشد. مرتضی از عباس انتقام می‌گیرد، ولی در آخرین دم، با گلولهٔ پاسبان از پا درمی‌آید.

## بازیگران
- بهروز وثوقی
- ناصر ملک‌مطیعی
- آفرین
- بهمن مفید
- غلامرضا سرکوب
- شهرزاد
- ژاله علو
- حمیده خیرآبادی
- محسن آراسته
- حسین گیل
- جلال پیشوائیان
- احمد رسولی

## عوامل تولید
- مهدی مصیبی (تهیه‌کننده)
- مازیار پرتو (فیلمبردار)
- اسفندیار منفردزاده (آهنگساز)
- چنگیز جلیلوند (سرپرست گویندگان)